# 鳳山郡 (台湾)

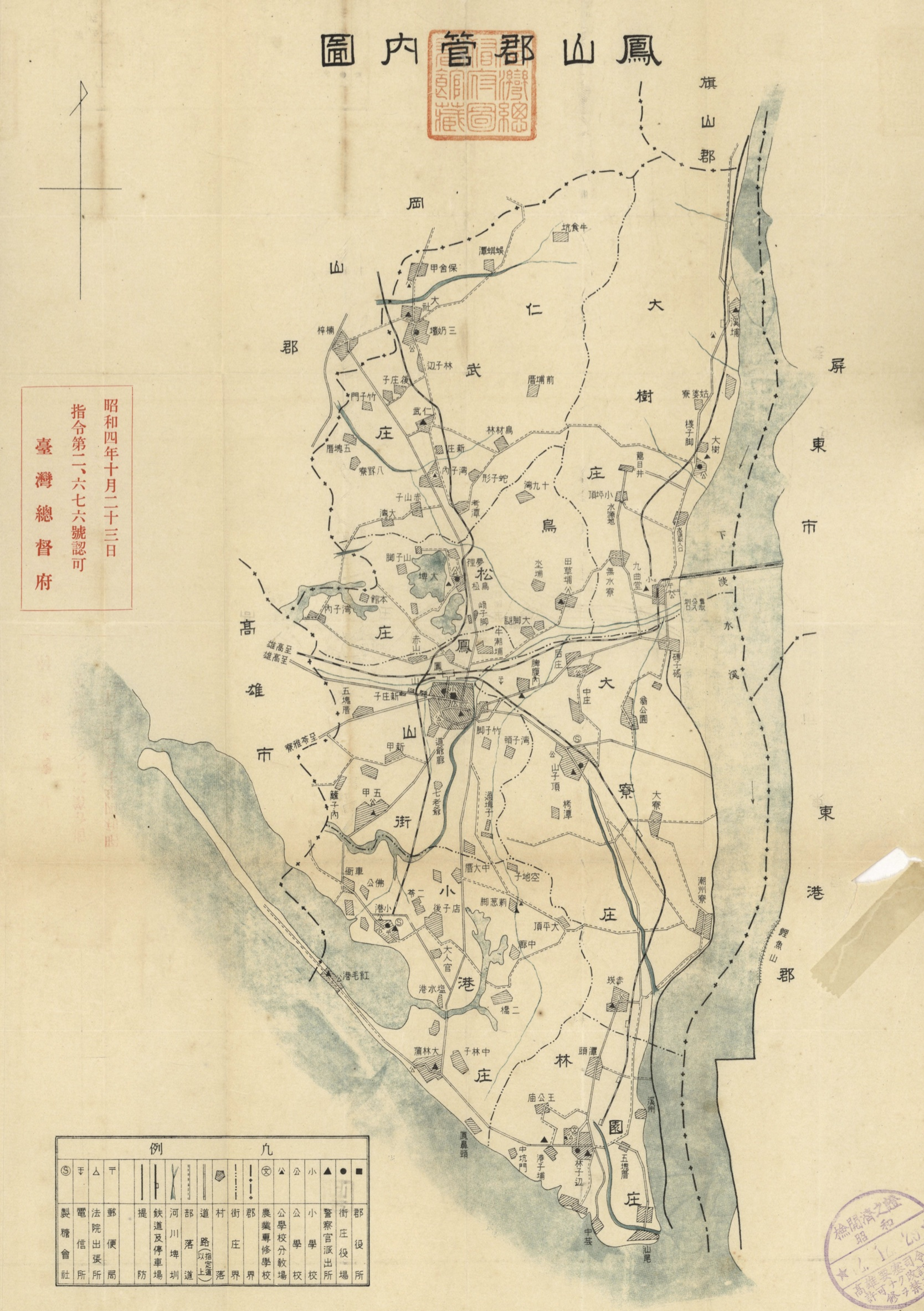
鳳山郡の地図

鳳山郡（ほうざんぐん）は日本統治時代の台湾に存在した行政区画の一つであり、高雄州に属した。

## 概要
鳳山郡は郡役所が設置された鳳山街以外に小港庄、林園庄、大寮庄、大樹庄、仁武庄、鳥松庄を管轄していた。現在の高雄市鳳山区、林園区、大寮区、大樹区、仁武区、大社区、鳥松区、小港区に当たる。

## 歴代首長

### 郡守
- 安倍利三郎[1]
- 小倉信一[2]
- 坂口主税[3]
- 西澤時蔵[4]
- 細井英夫[5]
- 池田斌[6]
- 田中賢三[7]
- 成岡喜寿[8]
- 平柳誠[9]
- 谷川泰治[10]
- 大塚国一郎[11]
- 樋口亀次郎[12]